# Pedro Caíno
Pedro Omar Caíno (La Paz, 29 de junio de 1956 - ibídem, 14 de agosto de 2014) fue un ciclista y empresario argentino.
Entre sus logros se destacan:
- 1977: ganó la Vuelta al Valle (Argentina).
- 1979: ganó una medalla de bronce con el equipo de persecución de 4000 metros (junto con Carlos Miguel Álvarez, Eduardo Trillini y Juan Carlos Haedo) en los Juegos Panamericanos.
- 1981: ganó el Campeonato Nacional Argentino de Ruta.
- 1982: ganó en la Vuelta Ciclista del Uruguay.
- 1984: participó en los Juegos Olímpicos de Los Ángeles, junto con Juan Curuchet (1965-).[4]
- 2007: se convirtió en el campeón argentino en los 2000 metros de persecución individual, de la categoría máster C1. Fue medalla de bronce en vueltas puntables de la categoría máster C1.[5] El ciclista Jorge Bessone resultó campeón argentino en vueltas puntables de la categoría máster D1.[5]

Posteriormente obtuvo los campeonatos argentino y panamericano de la categoría máster C.
En 2011 ganó en la cuarta edición de la prueba ciclística Día del Bicicletero, en el parque de la Ciudad de Posadas.

## Fallecimiento
El 14 de agosto de 2014, antes de las 15:00, el reconocido ciclista pedaleaba en su bicicleta por la Ruta 1, en el tramo entre La Paz y el pueblo de San Gustavo, en el km 12.5 hacia el noreste (7.5 km al oeste del pueblo). Sufrió un infarto, y fue socorrido al costado de la banquina por vecinos de la zona. A las 15:09, el servicio de urgencias del Hospital Zonal de La Paz recibió un llamado alertando la situación. De inmediato salió una ambulancia con destino al sitio, pero al llegar se encontraron con el cuerpo sin vida de Caíno.